# Dobay László
Dobay László (Székelyudvarhely, 1873. július 16. – Dicsőszentmárton, 1943. november 14.) oológus, ornitológus, természettudományi író.

## Életútja
Tanulmányait szülővárosában, Kolozsvárt és Budapesten végezte, majd vasúti tisztviselőként Dicsőszentmártonban telepedett le. Tudományos gyűjtőmunkája és kiterjedt nemzetközi cserekapcsolatai révén teremtette meg az egész Földre kiterjedő, mintegy 30 000 darabból álló tojásgyűjteményét, melynek közel egyharmada (Andrássy Ernő érmelléki orvos hasonló gyűjteményével együtt) ma Nagyváradon az ország leggazdagabb ovológiai gyűjteményének törzsanyaga.
Muzeológiai munkássága mellett jelentős tudományos munkát végzett Erdély madárvilágának feltárása érdekében, monográfiájának kézirata azonban 1944-ben bombatámadás során megsemmisült. Szaktanulmányait magyar és német nyelven a marosvásárhelyi Vadászújság (1927-29), a budapesti Kócsag (1928-38) és a nagyszebeni Verhandlungen und Mitteilungen des Siebenbürgischen Vereins für Naturwissenschaften (1922-26) közölte, ismeretterjesztő cikkeiben a természetvédelem, különösen a madárvédelem fontosságát hirdette.
A dicsőszentmártoni temetőben helyezték örök nyugalomra.